# جعفر الكنج الدندشي

## الدكتور جعفر الكنج الدندشي
من مواليد قرية باروحة في 15 شباط/فبراير1951، على بعد 3 كم من تلكلخ، محافظة حمص. درس حتى الصف الخامس في مدرسة اليرموك في تلكلخ، ثم انتقل إلى مدينة ابن الوليد في حمص أمّ الحجارة السود. نال الشهادة الابتدائية، سنة 1963. انتقل إلى إعدادية الحسن بن الهيثم في احياء حمص القديمة، حيث يعبق التاريخ زكياً. وبعد نيل شهادة الكفاءة، انتقل إلى ثانوية عبد الحميد الزهراوي، ثم إلى ثانوية الفارابي.نال الشهادة الثانوية سنة 1971 وسجل في قسم الجغرافية بجامعة دمشق. وبعد ان سُدتْ ابواب العيش في وجهه من كل جانب التحق باخويه في فرنسا حيث كانا يعملان ويدرسان فانخرط في هذه المعركة مثلهم. نال شهادة الليسانس في الدراسات العربية من جامعة ستراسبورغ، سنة 1978، وشهادة الميتريز سنة 1979 مع موضوع: العرب من القبلية إلى الأمة( ميلاد الدولة الإسلامية), عرض عليه أستاذه، توفيق فهد أن يحضّر موضوع «نظرة المؤرخين العرب في العصور الوسطى للعصور القديمة» لينال درجة الدكتوراه، وكانت سوريا قد دخلت في حرب أهلية تحمل سمات مذهبية طائفية، فأجاب استاذه: لو كانت أمتنا تعيش عصر المأمون، لطرحتُ موضوعاً مخملياً رائعاً كهذا، ولكننا نعيش في أزمة نكاد لا نرى لها مثيلاً، سأحاول فهم اعماق هذا الصراع ،، وبالنتيجة درس موضوع : الإسماعيليون والنصيريون والدروز في سوريا (البنية الاجتماعية الدينية والتاريخ) حتى عام 1982، ونال على أثرها شهادة الدكتوراه من جامعة ستراسبورغ في فرنسا ، احتجز جواز سفره وحذّرته قوات الأمن الفرنسية أن حياته مهددة في الفترة التي اغتيل فيها صلاح الدين البيطار، وعقيلة الأستاذ عصام العطار وظافر اتاسي، وغيرهم، يرحمهم الله، فطلب اللجوء السياسي ثم استقر نهائياً في فرنسا ولم يزر وطنه منذ عام 1974,

## من مؤلفاته
- مقالات في الموسوعة البريطانية باللغة الفرنسية، بينها النصيرية – الثنوية في المذاهب الإسلامية.
- كتابان بالقصص المرسومة باللغتين العربية والفرنسية: مكة المكرّمة قبل الإسلام، وعام الفيل.
- ديوان شعر بعنوان : مهاجرٌ آخر.
- ديوان بيان شاعر.
- كتاب بعنوان: مدخل إلى المذهب العلوي النصيري.
- مبدأ الثنوية في المذهب العلوي النصيري.
- قصة بعنوان : ملكتُ سوريا (من مذكّرات حافظ الأسد)
- مبدأ الثنوية في المذهب العلوي النصيري 2009 دار نشر أفريقيا المشرق- الدار البيضاء
- قراءة جديدة في تاريخ سوريا الحديث، كتاب إلكتروني, 2012
- Isma'iliens, Nusayrites et Druzes en Syrie. Structures socio-religieuses et histoire de 1920à nos jours 1983

Thèse Strasbourg
- L'enseignement de l'arabe avec les fables in TEXTARABE en collaboration avec N. KUSSAYBI entre 1995-97.

B.D. la Mecque avant l'Islam et l'année de l'éléphant.

## مقتطفات من ديوانه الشعري[2]
ياحمص أعلم أن تربك مدفني
و ستظفرين بشاعرٍ جوال؟
لكنني أرجو لقاءك قبلما
يفنى شبابي في بلاد(الغال)
حدثت عنها مخلصا فلتسألوا
كم من لغات رددت أقوالي
مهلا شبابي، لايمل وإنما
أبغي فناؤك في كلا الأحوال
فلأفنينك في بلادي مثلما
تفنى الزهور على غصين بال
إياك أن تنسى بأن طفولتي
عرفت بحمص براءة الأطفال
- من ديوان بيان شاعر

```
         عَلّ الذلَ ينسى أمّتي
```

ظمْآنُ والماءُ الذي في قـُربتي = لم يكفْني، سفري يشابه غربتي
تجري السنينُ كأيّ سيلٍ جارفٍ = لم تلتفتْ نحوي لتُسعفَ مهجتي
أشـكو لنفسٍ لم يصادفها الهنا = لتجيبني: هل تسـتجدُّ للوعتي!
طاوعتَ أوهامَ الحياةِ سـذاجة ً= فرمـتـكَ في دارِ الفناء بدُنيتي
كنْ يا خليلي طيف نجمٍ ضائعٍ = في بعض أرجاء المجرة مُتعـتي
ومضيتُ عنها والتويتُ مناشداً = أوهامَ آمالي لـتروي قصّتـي
فتناثرت حولي كـأنّ زهورها = هـبّتْ عليها بالعواصف ثورتي
أنا ثائرٌ خلفَ الضياع بلا هدى= ومبادئي الخذلان حول مسيرتي
أتـلو ببهتان الضميـر يلفّني = ماذا جنـيتُ من الحياة بغفلتي؟
نامَ الطموح على مفارق دنيتي = ونسـيت إيقاظ الطموح بغربتي
هل يا ترى مما أرى فيما أرى= أنّ الجذور نسيتها في بـلدتي؟
بمروج(تلكلخٍ)غَرَستُ شُجيرةً = ما للـمروج تشـدني من غفلتي
ما للربا بـتـلالها وكرومـها = وعبيـرِ رشّـادٍ يحيط بقريتي
أشجارُ بلّوطٍ وحفنة كـرمةٍ = قد أسـكرتني في الطفولة بلدتي
ونـداء أفراسٍ يجوب صهيلها = مرجَ الزمان لكي يعزّز لوعتي
يا لوعة ً من لوعةٍ في لوعتي= لو كنت أدرك ما معاني غربتي
وأنا على شط ّ الضياعِ مغرِّدٌ = ومشَـرّدٌ مما سـقـَتني مهجتي
أوقفتُ في وجه الزمان مخاذلي = فتخاذل الصبرالـذي في وقفتي
وجمعت أوصالي وجئتُ مكبّلاً = بقيود أوتـار الجنون بمحنتي
هـيّأتهـا أو هيـأتنيَ للجفـا = ومضى كلانا في سـبيل مشقّتي
أنا لم أغـردْ كالبلابـل إنـما = شجو البلابل قد يـُغني وحشتي
صمنا ضياعاً فالصيام فريـضة ٌ=أمسكتُ من فجر الحياة بلوعتي
وتقاسـمَ الإفطار كلّ مشتتٍ = في عمق نفسـي فانثنيت لمهجتي
ذاتُ البـيان تنوّعت آهاتنا = عـبر الليالي فا نـثري لي ليلتي
فلعلّني بالصبِّ أغـرس واحةً = من حول قلبي أستعـين بلهفتـي
للقاءمن قالتْ وقالتْ وارتضتْ = أن تصْحَبَنَّي في مجاهل غربتي
و ببعض عامٍ قد تـودد ودّهـا = في ودِّنـا ولِوَعْدِنا يا منيتي
يشكو الهوى يشكو ولست بسائلٍ = عن غير شكوانا لتغرقَ مقلتي
أتجيبنـي الأيـام إن حاورتُها = عن بضع أسئلةٍ تعزّز لوعتي؟
ما كنتُ والدهر الذي يجتاحني = إلاّ شـبيه مصادفٍ في رحلتي
ولئن أتيتِ الآن يحملكِ الهوى = في صدر قافلةٍ تصاحب حسرتي
فأنا أخاف عليكِ من رَكبِ الهوى = إنّ الـعناء مَحفّةٌ بمسـيرتي
طـلَلٌ فؤادي والبـيان يزوره = ليقيمَ فيه الصرح حول مشقّتي
ويعبّد الطرقات يسـلك منهجي = ويجول في أحياء قلبِ مَـودتي
وعلى بـقايـا منزلٍ في واحـةٍ = يسـقي بقية أزهرٍ بحديـقتي
ونـوافذٍ مُـتـَفتحات أزهُـراً = تستـقبل النور الشجي بوحشتي
ظمآن يـا بئراً صَفياً صـافيا = يا زمـزماً مُتكوثراً في قُـربتي
تجتاح صحراء الزمـان قوافلي = لم أهتدِ إلاّ بـروعة نجمتـي
خُضْتُ المدى أو خاضني فعبرته = وحبستُ عبرةَ تائهٍ من لوعتي
نَظرتْ إليَّ، وأومأت لا تدمعنْ = فجَمعتُ دمعي في سجونكِ مُقلتي
ولويتُ رأسي أو حنيتُ أو انني = ما عدت أدري من أنا من لهفتي
وتبادلتْ بسَـماتـُنا أنـغـامها = وتداوَلـتْ أرواحنا من غربتي
وتحاورتْ ذاتُ النعيم بطرفها = تبغي السوالف كي تذيبَ حشاشتي
ألقتْ بكفيها تصافح، مَن أنا؟ = ماعدت أدرك من أنا في لحظتي
فرفعتُ وجهي بالدعاء إلى العلا = ربّاهُ ألهمْني الهوى في دنيتي
```
أن يكون سـوى فؤادٍ طاهرٍ = أن لا يشرّد من تـقيم بمهجتي
```

يـاربّ إنّي بالـغياب مكلـلٌ = مُتأزّرٌ عُـمْراً يعانـق غربتي
أنشـدتُ ما أنشدتُ في أرجائها= تلك الحياة ألم تصدّقْ لوعـتي؟
أشكو وحيداً لليراع بوحشـتي = فيجيب:سطّرْ ماتشاء مشـيئتي
فتَضمّه بين الأنـامل لهفتي = كي يرسمَ العبراتِ حول قصيدتي
سمراء يا ذات الوداد مشاعري = والنار تلفح شكوتي من شكوتي
والنور يُبحر في خضمٍّ مائـج = بـمداركي ومجاهلي ومسرّتي
وببعضِ أحزانٍ نَمَت أو أثمرتْ = واستبشرت وتبعثرت من وحدتي
وأنـا غريب الدار أدركَني الردى = فقَبـلته طوعاً وردّ مشـيئتي
وزحفتُ نحو العمر أصدحُ شارداً = متألّماً مُسـتبشـراً في وحدتي
ورجعتُ يا دار الحياة لأستقي = منكِ المرارةَ بعد موت شقيقتي
نامتْ(هيام)على غيوم قصائدي = ونما ربيع الحزن يزهِرُ مهجتي
أشكو الغياب إلى الغياب فينثني = نحوي الغياب ممزقاً في لوعتي
أين التقاكِ الموتُ في دار الفَنا = ولمَ التقاكِ ؟ليغدرنَّ بفرحتـي؟
أم كـان يبغي أن يردّك للذي = يهواكِ في دارٍ المماتِ أخيّتـي؟
نـاجاكِ من دار البـقـاء فَجئتِهِ = وتأججتْ أحزانـنـا بتهافتِ
ماذا أقول عن الحياة وقسـوةً = يبني عليها الدهر منزل لـوعتي
في بعضِ أوهامي سألتكِ خلسةً = هل نلتقي يا أختُ في(باروحتي)؟
يرتدّ وهمي للدموع فأنـثـني = للدمع يشـكو للحنان بوحشتي
يـرقى الزمان بنا إلى أحزاننا = يالـيـته يـَرقى لباطِل دُنيتي
أنسـاكِ يا أختاه؟ أيّة لحظةٍ = تمضي أرى طيـفَ الهيام بمقلتي
لله درّ الموت خضّب أدمعي = تسقي رموشي والخدودَ وحسرتي
وأنا هنا عند الحياة مسافرٌ = والحـزن يحملني بدرب مسيرتي
يا هـذهِ الدنيا لمَ لم تجهلي = منّي الوجود فقد تـوارتْ بهجتي
ناجي ديار الحقّ والقي عندها = عطر السلام إلى(هيام)فمحنتي
لن تنتهي حتى ألاقي مَن مَضى= في عالم الأنوار تلكَ أُخيـّتي
شاب الإيابُ على رتائج غربتي = جافيتهُ عمراً بجهلِ بصيرتي
وتركته يلتاعُ في بحر المدى = حيث الزمان مضى يعزز غُربتي
وضممتُ أجنحتي بلى وقصصتها= كي لا تطير الروح بعد منيّتي
نحو الخـنوع إلى بلادٍ ترتوي = ذلّ الخنوع مضى الخنوع بأمتي
فمن المحيط إلى الخليج تجوهرتْ = أسسُ الخيانة يا أعادي فاشمتي
تشكو العروبة.. حملها متعثـِّرٌ = ومخـاضها.. يا ويلتي يا ويلتي
أنجبـتِ بعد الراشـدين أميّـةً = ظلموا ولكـن لم تُـمسَّ كرامتي
رفعوا برايات الرسول إلى العلا = ما بين(أنـدلسٍ وهِندٍ) رايـتي
وأتـى بنـو العباس، رايتنا علتْ = فـوق العلوم فيا علوم تلفتي
نحوَ(ابن سينا)و(المعري)رهطه = كـ(ـأبي حنيفة) بالتسامح عدّتي
هذا(ابن هارون الرشيد) قد ابتنى= خيـر المجـامع للعـلوم بأمتي
يا ايـهـا(المأمون) قد غدَرت بنا = كلّ الموالي واليهـود بدولتي
غدروا كما غدر الأعارب جُملةً= سَخِرت فرنجة من دموعكِ مُقلتي
ومضى العراق إلى الشقاق ومثله = شامٌ ومصرُ وما يصيب جزيرتي
وهناكَ في غرب العروبة مَنْشِـمٌ = دقـّت بعطر خلافها في وحدتي
تشكو العروبة حملها ومخاضها= في القدس يأسو جرحها يامحنتي
تشكو وتسألُ عن صلاح ٍ ناصرٍ= يبري السيوف لكل حقِ عروبتي
يا دهر حدّقْ في مصير عرينـها = يا طبّ عللْ لي مصيبة أمّتي !
يا ورد فتـّح في الجنائن وابتسم = للصابرين، مـن المجاعةِ تقتتي
واحجب عطورك عن منازل سارقٍ = أوخائن الأوطان يحكم ملّتي
لا تسـألنْ يا ورد عنهم إنـهـم = كالسمّ في وطني وتلكَ وصيّتي
ورميتهـا بين العـمائم واللحى = هذي القصيدةَ تـندبـنَّ عروبتي
عـن كـلّ دهـرٍ مقبلٍ ومؤزّرٍ = بالذلّ علّ الذلَّ ينـسـى أمتي